# Pilogalumna recta
Pilogalumna recta är en kvalsterart som först beskrevs av Mihelcic 1957.  Pilogalumna recta ingår i släktet Pilogalumna och familjen Galumnidae. Inga underarter finns listade i Catalogue of Life.